# Estádio Mansueto Pierotti
O Estádio Mansueto Pierotti pertence ao São Vicente Atlético Clube, localiza-se no município de São Vicente. O estádio foi reinaugurado em 2002 pela prefeitura Municipal, e sua lotação máxima é de dez mil pessoas. Por questões de segurança, comporta 4.912 pessoas. Na divisão que o São Vicente disputa, é o atual campeão de público e de renda.

## Localização
O estádio fica situado próximo ao centro de São Vicente, na rua Marquês de São Vicente, n° 539, no bairro Parque Bitaru, estando a poucas quadras do marco zero da cidade, na Praça 22 de Janeiro.

## Mansueto
Chamado carinhosamente de Mansueto, o nome oficial do estádio é Praça de Esportes Mansueto Pierotti.
A denominação surgiu como homenagem ao presidente do clube que lutou para concretizar o sonho da torcida de ter um estádio. O curioso disso, é que alguns torcedores dos rivais locais acreditam que o estádio seja da Prefeitura.
Quando, a pedido da torcida e com apoio de empresas locais, o São Vicente se tornou um clube profissional, o estádio foi totalmente reformado.